# Illarion Illarionowitsch Wassiltschikow

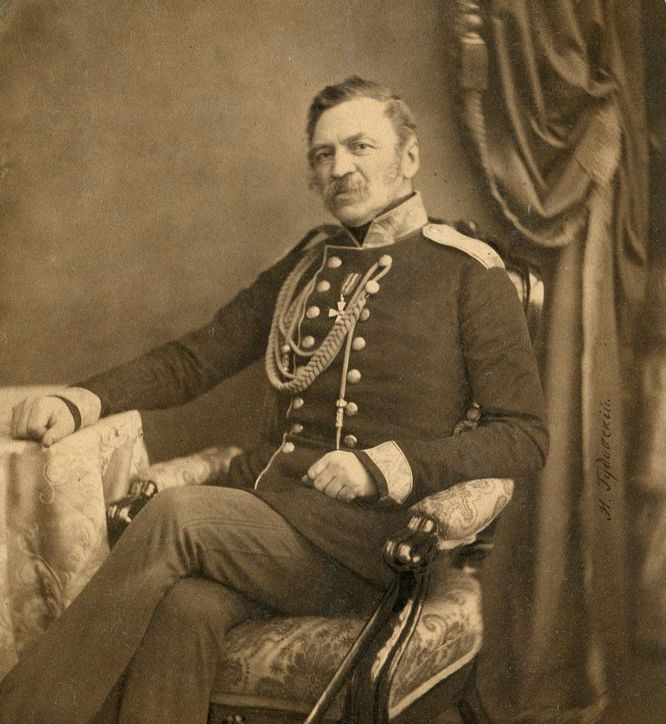
Illarion Wassiltschikow, 1850er-Jahre

Illarion Illarionowitsch Wassiltschikow (russisch Илларион Илларионович Васильчиков; * 1805; † 12. Novemberjul. / 24. November 1862greg. in Kiew, Gouvernement Kiew, Russisches Kaiserreich) war ein russischer Generalleutnant, Generaladjutant, Generalgouverneur und Mitglied des Staatsrates.

## Leben
Illarion Illarionowitsch Wassiltschikow kam als Sohn von Illarion Wassiljewitsch Wassiltschikow und dessen erster Frau Wera Petrowna Wassiltschikowa zur Welt. Seine Brüder waren Alexander Illarionowitsch Wassiltschikow (1818–1881) und Wiktor Illarionowitsch Wassiltschikow (1820–1878).
Nach seinem Schulbesuch ging er zur russischen Armee und wurde im August 1825 Offizier, 1837 Oberst, im April 1846 Generalmajor, im Oktober 1852 Generaladjutant und schließlich 1858 Generalleutnant. Er war 1847 Gouverneur des Gouvernement Kostroma, 1848 des Gouvernement Wolhynien, von 1852 bis 1862 Generalgouverneur des Generalgouvernement Kiew und von Juni 1862 bis zu seinem Tod Kommandant der Militärbezirks Kiew.
Während seiner Kiewer Zeit bemühte er sich um den Ausbau der Infrastruktur und der Kultur der Stadt, sodass er sich in Kiew den Spitznamen „guter Junge“ erwarb. Er ließ mehrere Krankenhäuser errichten, Straßen bauen und ausbauen. Weiterhin fällt in seine Regierungszeit als Generalgouverneur die Eröffnung der Nikolaus-Kettenbrücke über den Dnepr, der Bau der Wladimir-Kathedrale und des Denkmals für Wladimir den Heiligen.
Wassiltschikow bemühte sich, die rechtlichen Bedingungen des jüdischen Lebens zu verbessern. Die Beschränkungen für den Aufenthalt von Juden in Kiew konnte er deutlich lockern. Andererseits versuchte er, den polnischen und kleinrussischen Separatismus zu unterdrücken.
Nachdem Taras Schewtschenko auf seiner letzten Reise in der Ukraine denunziert und am 15. Juli 1859 verhaftet wurde, ordnete Wassiltschikow, nachdem er in Kiew mit Schewtschenko gesprochen hatte, dessen Entlassung an.
Wassiltschikow starb 57-jährig in Kiew und wurde im Kiewer Höhlenkloster beerdigt.

## Ehrungen
erhielt zahlreiche Ehrungen. Darunter:
- 1849 Russischer Orden der Heiligen Anna
- 1851 Orden des Heiligen Wladimir
- 1857 Kaiserlich-Königlicher Orden vom Weißen Adler
- 1859 Alexander-Newski-Orden